# Chryzant (Czepil)
Chryzant, imię świeckie Jakow Antonowicz Czepil (ur. 24 czerwca 1937 w Bereziwce, zm. 4 stycznia 2011 w Moskwie) – metropolita Rosyjskiego Kościoła Prawosławnego.

## Życiorys
Urodził się w rodzinie chłopskiej na Wołyniu. Jego ojciec zginął w czasie II wojny światowej. Jakow Czepil wstąpił do kijowskiego seminarium duchownego w 1955, po ukończeniu ośmioklasowej szkoły podstawowej. W 1957 został skierowany do odbycia zasadniczej służby wojskowej, w czasie której ukończył technikum budowlane ze specjalnością geodety. Po ukończeniu służby w 1960 został dyrygentem chóru cerkiewnego w parafii Opieki Matki Bożej w Nowosielickim k. Stawropola. Po roku na nowo podjął naukę w seminarium duchownym, gdy został przyjęty na III rok seminarium duchownego w Moskwie. W 1967 uzyskał tytuł kandydata nauk teologicznych po ukończeniu Moskiewskiej Akademii Duchownej. 18 lipca tego samego roku biskup dmitrowski Filaret wyświęcił go na diakona. Święcenia kapłańskie przyjął z rąk metropolity leningradzkiego i nowogrodzkiego Nikodema 15 marca 1970. 12 września tego samego roku został skierowany do eparchii pietrozawodzkiej i karelskiej jako proboszcz parafii Podwyższenia Krzyża Świętego w Pietrozawodsku. 30 marca 1971 złożył wieczyste śluby zakonne przed metropolitą Nikodemem, zaś 28 kwietnia został mianowany archimandrytą.
23 kwietnia 1978 w soborze Trójcy Świętej w kompleksie Ławry św. Aleksandra Newskiego w Leningradzie miała miejsce jego chirotonia na biskupa kirowskiego i słobodzkiego, w której jako konsekratorzy wzięli udział metropolita Nikodem, arcybiskup wyborski Cyryl, biskup tichwiński Meliton, biskup wołogodzki i wielkoustiuski Damaskin oraz archangielski i chołmogorski Izydor.
W 1988 podniesiony do godności arcybiskupa, zaś 2004 – metropolity.  Od upadku ZSRR jego tytuł brzmiał metropolita wiacki i słobodzki, nawiązując do dawnej nazwy miasta Kirow, w którym znajdowała się siedziba eparchii.
Zmarł 4 stycznia 2011 w centrum medyczno-fizjologicznym im. Burniazjana w Moskwie. Od listopada przebywał w szpitalu, gdzie m.in. przeszedł operację jelita. Jako przyczynę śmierci podano nagłe zatrzymanie krążenia.
Pogrzeb duchownego odbył się  9 stycznia w Monasterze Tryfonowskim w Kirowie. Metropolita Chryzant został pochowany w soborze Zaśnięcia Matki Bożej – głównej cerkwi klasztoru, w pobliżu raki z relikwiami św. Tryfona Wiackiego.